# Karl-Georg von Stackelberg
Karl-Georg Stackelberg oder Karl-Georg von Stackelberg oder Karl-Georg Freiherr von Stackelberg oder Karl-Georg Graf von Stackelberg (* 19.jul. / 1. August 1913greg. in Arensburg, Russisches Kaiserreich; † 28. August 1980 in Rosenheim) war ein deutscher Marktforscher, Autor und Berater.

## Leben
Karl Georg von Stackelberg entstammt dem baltischen Adelsgeschlecht Stackelberg. Sein Vater Herbert von Stackelberg (1876–1914) war Stabsrittmeister und Präsident des Öselschen Oberbauergerichtes. Ende des Ersten Weltkriegs floh die Mutter Carla Menzel (1889–1948) mit dem Sohn ins Deutsche Reich. Im Jahr 1938 erhielt von Stackelberg die deutsche Staatsbürgerschaft.
Er studierte Volkswirtschaftslehre und Soziologie, verließ die Universität jedoch ohne Abschluss. Anschließend arbeitete als freier Journalist und Schriftsteller. Bereits im Spanischen Bürgerkrieg war von Stackelberg Sonderberichterstatter der größten deutschen Tageszeitungen bei der Legion Condor. 1938 trat er dem NSKK bei. Mit Herbert Reinecker und Wilhelm Utermann schrieb er einen tausendfach gedruckten Erlebnisbericht über den Überfall auf Polen: Panzer nach vorn! 1942 verherrlichte er postum den Gefreiten Hubert Brinkforth, der 1941 als Panzerschütze das Ritterkreuz für eine Leistung am 27. Mai 1940 im Frankreichfeldzug erhalten hatte.  Bei Kriegsende war von Stackelberg Leutnant. Neun seiner Schriften wurden nach Ende des Zweiten Weltkrieges in der Sowjetischen Besatzungszone auf die Liste der auszusondernden Literatur gesetzt.
1945 gründete Karl-Georg von Stackelberg in Bielefeld das Meinungsforschungsinstitut Emnid, eines der ersten Institute dieser Art in Deutschland. Von 1963 bis 1964 war er Präsident der World Association for Public Opinion Research. Zudem war er Berater von Wirtschaftsminister und Bundeskanzler Ludwig Erhard.
Nach dem Verkauf von Emnid 1966 war von Stackelberg als Unternehmensberater tätig. Er war Gründer der örtlichen Lions Clubs in Bielefeld und München und Mitgründer und Vorsitzender der Aktion Gemeinsinn.
1969 ließ sich von Stackelberg von einem Mitglied der gräflichen Linie seiner Familie adoptieren und nannte sich fortan Karl-Georg Graf von Stackelberg. Er war in dritter Ehe verheiratet mit Viktoria-Luise Prinzessin zu Schaumburg-Lippe, mit der er zwei Söhne bekam.

## Ehrungen
- 1959: Ehrendoktor des Indiana Technical College in Anerkennung seiner Leistungen im Bereich der Empirischen Sozialforschung
- 1980: Verdienstkreuz am Bande der Bundesrepublik Deutschland

## Schriften
- Legion Condor. Deutsche Freiwillige in Spanien. Berlin: Die Heimbücherei 1939
- mit Herbert Reinecker und Wilhelm Utermann: Panzer nach vorn! Panzermänner erzählen vom Feldzug in Polen. Mit 20 Zeichnungen von Hans O. Wendt. Verlag Die Heimbücherei, Berlin 1939
- Jagdfliegergruppe G. Graz: Steir. Verl.-Anst. 1940
- Ich war dabei, ich sah, ich schrieb. Berlin: Schützen-Verl. 1940
- Ich will zurück nach Deutschland. Graz: Steirische Verl. Anst. 1941
- Reiter vorwärts!. Ein Tatsachenbericht vom Kampf und den Taten einer Reiterdivision während des Krieges gegen Frankreich. Berlin  : Schützen-Verlag 1942
- Feinde. Berlin: Schützen-Verl. 1942
- Die Stunde des Gefreiten Brinkforth. Hubert Brinkforth, der erste Gefreite mit dem Ritterkreuz, erzählt von sich und seiner Tat. Berlin  : Schützen-Verlag 1942
- Der zweite Weg. Berlin: Schützen-Verl. 1942
- An mir vorbei. Berlin: Die Heimbücherei 1942
- 1965: Alle Kreter lügen: Vorurteile über Menschen und Völker
- 1966: Gegen die Willkür der Mächtigen
- 1967: Attentat auf Deutschlands Talisman
- 1969: Marktstrategie ohne Geheimnisse
- Souffleur auf politischer Bühne. Von der Macht der Meinungen und den Meinungen der Mächtigen. Moderne Industrie, München 1975
- 1976: Der Maler Botho von Gamp
- 1979: Der ferngelenkte Mensch?